# Lubień Dolny
Lubień Dolny – wieś sołecka w Polsce położona w województwie zachodniopomorskim, w powiecie łobeskim, w gminie Resko.
W latach 1954–1957 wieś należała i była siedzibą władz gromady Lubień Dolny, po jej zniesieniu w gromadzie Resko. W latach 1975–1998 miejscowość administracyjnie należała do województwa szczecińskiego.
We wsi był przystanek kolei wąskotorowej Lubień Dolny.